# Anna-Maria Botsari
Anna-Maria Botsari (griechisch Άννα-Μαρία Μπότσαρη, * 5. Oktober 1972 in Athen) ist eine griechische Schachspielerin, die seit 1993 den Titel Großmeisterin der Frauen (WGM) trägt.

## Leben
Botsari wurde in Athen geboren, verbrachte aber ihre Kindheit in Kavala. Sie war mit dem serbischen Schachspieler Igor Miladinović verheiratet und hat eine Tochter aus zweiter Ehe.
Gemäß der griechischen Gesetzgebung wurde sie 2002 Ehrenmitglied des Innenministeriums über die Liste der griechischen Spitzensportler. Sie arbeitet beim Ministerium. Außerdem engagierte sie sich auch in der Politik. 2019 kandidierte sie für den Stadtrat der Gemeinde Cholargos in Attika bei den Kommunalwahlen. 2023 schloss sie sich für die Kommunalwahlen dem Team von Giorgos Ioakimidis, der als Präsident (Περιφερειάρχης) der Verwaltungsregion von Attika kandidierte, an. 2024 kandidierte sie für die von Petros Kokkalis gegründete Partei KOSMOS bei den Europawahlen.

## Schachkarriere
Botsari lernte Schachspielen von ihren Eltern und begann mit 12 Jahren, inspiriert von ihrem jüngeren Bruder, im Verein zu spielen. Sie ist seit 1985 Mitglied der griechischen Schachnationalmannschaft und gewann achtmal die griechische Meisterschaft der Frauen im Schach und zweimal die Jugendmeisterschaft.
Bei den internationalen Jugendmeisterschaften der Frauen (unter 20 Jahren) im Schach gewann sie 1988 und 1989 den dritten sowie 1990 den zweiten Platz. Sie hatte auch Erfolg bei den europäischen Schachwettbewerben als Teil der griechischen Nationalmannschaft: 1989 errang sie die goldene Einzelleistung mit der Nationalmannschaft der Frauen (zweites Schachbrett), 1989 die zehnte Mannschaftsleistung mit der Frauen-Nationalmannschaft (zweites Schachbrett), 2017 den elfter Mannschaftsplatz mit der Frauen-Nationalmannschaft (erstes Brett).
Von 1986 bis 2018 nahm sie insgesamt sechzehn Mal als Schachspielerin an Schacholympiaden teil und einmal als Betreuerin des griechischen Frauenteams. Ferner repräsentierte sie Griechenland mehrfach bei Balkanwettkämpfen und wurde dort mehrmals Balkansiegerin, sowohl mit der Mannschaft, als auch im Einzelwettkampf.
2001 schaffte Botsari mit ihrer Leistung beim Simultanspielen ohne Unterbrechung über 33 Stunden gegen 1102 Spieler (7 Remispartien, 1095 Siege in Kalavryta) einen Rekord, der ins Guinnessbuch der Weltrekorde (2002) aufgenommen wurde.
2009 wurde sie bei der Schach-Mittelmeermeisterschaft in Kroatien Mittelmeer-Meisterin.
1990 erlangte Anna-Maria Botsari den Titel Internationale Meisterin der Frauen (WIM), 1993 erhielt sie den Titel Großmeisterin der Frauen (Woman Grandmaster (WGM)). Botsari gilt als die erfolgreichste griechische Schachspielerin aller Zeiten. Sie selbst charakterisierte 2020 ihr Schachspiel als aggressiv („Είμαι επιθετική παίκτρια“ (Ich bin eine aggressive Spielerin)). Weiterhin betonte sie, dass der Anfang ihrer Karriere schwierig war, da sie sich in einer von Männern dominierten Schachwelt durchsetzen musste und bis heute die griechischen Schachsportler kaum durch Sponsoren oder ihren Verband unterstützt werden.

## Verein
1984 trat Botsari mit 12 Jahren dem Schachclub von Kavala (Σκακιστικός Όμιλος Καβάλας) bei und blieb Mitglied des Vereins bis zum Ende ihrer aktiven Karriere 2016. Sie ist seitdem Schachtrainerin bei dem Sportverein AEK Athen.
In der deutschen Frauen-Bundesliga spielte sie von 2001 bis 2004 für den SC Meerbauer Kiel.